# Арвецень
Арвецень, Арвецені (рум. Arvățeni) — село у повіті Харгіта в Румунії. Входить до складу комуни Фелічень.
Село розташоване на відстані 212 км на північ від Бухареста, 40 км на захід від М'єркуря-Чука, 142 км на південний схід від Клуж-Напоки, 72 км на північ від Брашова.

## Населення
За даними перепису населення 2002 року у селі проживали 107 осіб, з них 106 осіб (99,1%) угорців. Рідною мовою 106 осіб (99,1%) назвали угорську.